# Milada Bergrová
Milada Bergrová est une ancienne joueuse tchèque de volley-ball née le 16 novembre 1979 à Přerov. Elle mesure 1,89 m et jouait centrale.  

## Clubs
| Club           | Pays         | De        | À         |
| -------------- | ------------ | --------- | --------- |
| PNDVK Přerov   | Rep. tchèque | 1992-1993 | 1994-1995 |
| SK UP Olomouc  | Rep. tchèque | 1995-1996 | 2002-2003 |
| ASPTT Mulhouse | France       | 2003-2004 | 2003-2004 |
| RC Villebon 91 | France       | 2004-2005 | 2004-2005 |
| Eczacıbaşı     | Turquie      | 2005-2006 | 2005-2006 |
| Calisia Kalisz | Pologne      | 2006-2007 | 2007-2008 |
| VK Prostějov   | Rep. tchèque | 2008-2009 | 2010-2011 |
| Bielsko-Biała  | Pologne      | 2012-2013 | 2012-2013 |

## Palmarès
- Championnat de Turquie
  - Vainqueur :2006.
- Championnat de Pologne
  - Vainqueur : 2007.
- Coupe de Pologne
  - Vainqueur : 2007.
- Supercoupe de Pologne 
  - Vainqueur : 2007.
- Championnat de République tchèque
  - Vainqueur : 2009, 2010.
- Coupe de République tchèque
  - Vainqueur : 2009, 2010.